# Щелканов, Сергей Андреевич
Серге́й Андре́евич Щелка́нов (1915—1944) — участник Великой Отечественной войны, Герой Советского Союза. Старший адъютант 1-го стрелкового батальона 1129-го стрелкового полка 337-й Лубенской стрелковой дивизии 40-й армии Воронежского фронта, капитан.

## Биография
Родился 15 сентября 1915 года в селении Сосьвинский завод Верхотурского уезда Пермской губернии (ныне — посёлок городского типа Сосьва Серовского района Свердловской области) в семье служащего. Русский. Окончил 7 классов. Работал сплавщиком в Сосьвинском леспромхозе. Член ВКП(б) с 1939 года.
В Красной Армии с 1937 года. В 1940 году окончил Киевское военно-политическое училище, а в 1941 году — миномётные курсы. На фронте — с 1941 года в должности заместителя командира артиллерийской батареи. Участвовал в боях на Юго-Западном, Закавказском, Степном, Воронежском, 1-м и 2-м Украинском фронтах. Был ранен и контужен.
Участвовал в наступлении на киевском направлении и в освобождении города Лубны Полтавской области Украины. 25 сентября 1943 года капитан Щелканов С. А. с группой бойцов в числе первых переправился через реку Днепр у села Зарубинцы Каневского района Черкасской области Украины.
Указом Президиума Верховного Совета СССР «О присвоении звания Героя Советского Союза генералам, офицерскому, сержантскому и рядовому составу Красной Армии» от 10 января 1944 года за «образцовое выполнение боевых заданий командования на фронте борьбы с немецко-фашистскими захватчиками и проявленные при этом отвагу и геройство» удостоен звания Героя Советского Союза с вручением ордена Ленина и медали «Золотая Звезда» (№ 1193). Награждён также орденом Красной Звезды.
Погиб на боевом посту при спасении штабных документов 17 апреля 1944 года в селе Скуляны (ныне Скулены) Скулянского района Молдавской ССР (ныне село в составе Унгенского района Молдавии).
Память
В городе Лубны его именем названа улица, на здании городского военного комиссариата установлена мемориальная доска.